# Protoquasimus
Protoquasimus là một chi bọ cánh cứng trong họ 
Elateridae.
Chi này được miêu tả khoa học năm 1976 bởi Dolin.

## Các loài
Chi này có các loài:
- Protoquasimus brevicollis Dolin, 1976